# Holonothrus foliatus
Holonothrus foliatus är en kvalsterart som beskrevs av Wallwork 1963. Holonothrus foliatus ingår i släktet Holonothrus och familjen Crotoniidae. Inga underarter finns listade i Catalogue of Life.